# Cubs de Chicago
 Saison 2025 des Cubs de Chicago
Les Cubs de Chicago (Chicago Cubs en anglais, « les oursons de Chicago ») sont une franchise de baseball de la Ligue majeure de baseball basée à Chicago (Illinois, États-Unis). Ils évoluent dans la division Centrale de la Ligue nationale.
Les Cubs sont l'une des franchises les plus populaires et les plus lucratives de la MLB et ont hérité du surnom de Lovable Losers (les « adorables perdants ») pour leur infructueuse histoire. Ils ne remportent pas le titre du baseball majeur entre leur victoire en Série mondiale 1908 et leur victoire en Série mondiale 2016. Il s'agissait de la plus longue disette du sport professionnel nord-américain : 108 ans d'attente. Leur participation à la Série mondiale 2016 était leur première depuis la Série mondiale 1945.

## Palmarès
- Champion de Série mondiale (World Series) (3) : 1907, 1908, 2016
- Champion de la Ligue nationale (17) : 1876, 1880, 1881, 1882, 1885, 1886, 1906, 1907, 1908, 1910, 1918, 1929, 1932, 1935, 1938, 1945, 2016
- Titres de division (7) : 1984, 1989, 2003, 2007, 2008, 2016, 2017, 2020
- Meilleur deuxième : 1998, 2015,  2018.

## Histoire

### Chicago White Stockings (1870-1889)
La franchise est fondée en 1870 sous le nom des White Stockings de Chicago. Ils jouent dans la National Association of Professional Base Ball Players en 1871 puis en 1874 et 1875 avant de rejoindre Ligue nationale nouvellement créée en 1876. Les White Stockings remportent le premier fanion mis en jeu par la ligue nationale en signant une saison record avec 52 victoires contre 14 défaites soit 78,8 % de taux de réussite. Chicago fait encore mieux en 1880 en enregistrant 67 victoires contre seulement 17 défaites (79,8 %). Les White Stockings sont clairement l'équipe des années 1880 avec cinq titres gagnés entre 1880 et 1886.
Parmi les joueurs qui s'illustrèrent à cette période, citons Cap Anson (1876-1889), Albert Spalding (1876-1878), Larry Corcoran (1880-1885) et Fred Goldsmith (1880-1884), notamment.

### Des Colts aux Orphans (1890-1901)
La franchise est rebaptisée Colts de 1890 à 1897, puis Orphans de 1898 à 1901. Cette période est marquée par un premier passage à vide au niveau sportif. Six fois sous la barre des 50 %, le rapport victoire/défaite chute à 38,1 % lors de la saison 1901.

### Le second âge d'or (1902-1908)
La franchise est définitivement rebaptisée Cubs en 1902. Les Cubs enlèvent trois fanions consécutivement de 1906 à 1908, et remportent deux fois les séries mondiales en 1907 et 1908. Les Cubs s'inclinent seulement lors des séries mondiales de 1906 face aux White Sox de Chicago, à la surprise générale.
À la base de ces succès, un jeu dans l'avant-champ particulièrement efficace avec Joe Tinker, Johnny Evers, Frank Chance et Harry Steinfeldt.

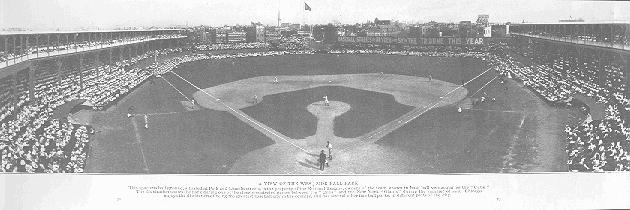
World Series 1908

### La longue attente (1909-2016)
Les Cubs n'ont pas gagné les séries mondiales depuis 1908 et ce, jusqu'en 2016. La plus longue disette de toutes les franchises des quatre circuits professionnels majeurs nord-américains. Leur dernière apparition dans la grande classique automnale datait de 1945, perdue contre les Tigers de Détroit.
En 1916, les Cubs quittent West Side Park qu'ils utilisaient depuis 1893 pour s'installer à Wrigley Field, enceinte inaugurée en 1914 d'abord nommée Weeghman Park de 1914 à 1920 puis Cubs Field de 1920 à 1926.
Lors de la Série mondiale 1945, alors que les Cubs affrontent les Tigers de Détroit, Billy Sianis, propriétaire de la chaîne de tavernes Billy Goat Tavern, arrive lors du quatrième match au Wrigley Field avec un bouc (billy goat en anglais) domestiqué. L'odeur du bouc étant désagréable pour les autres spectateurs, Sianis se fait ordonner de quitter le stade avec le bouc. Furieux, il maudit l'équipe en disant « Them Cubs, they ain't gonna win no more » (« Ces Cubs, ils ne gagneront plus jamais »). Ceci marque la naissance d'une superstition, la malédiction de Billy Goat, puisque les Cubs perdent le match puis la série finale au compte de 4 matchs à 3.

### Années 2000

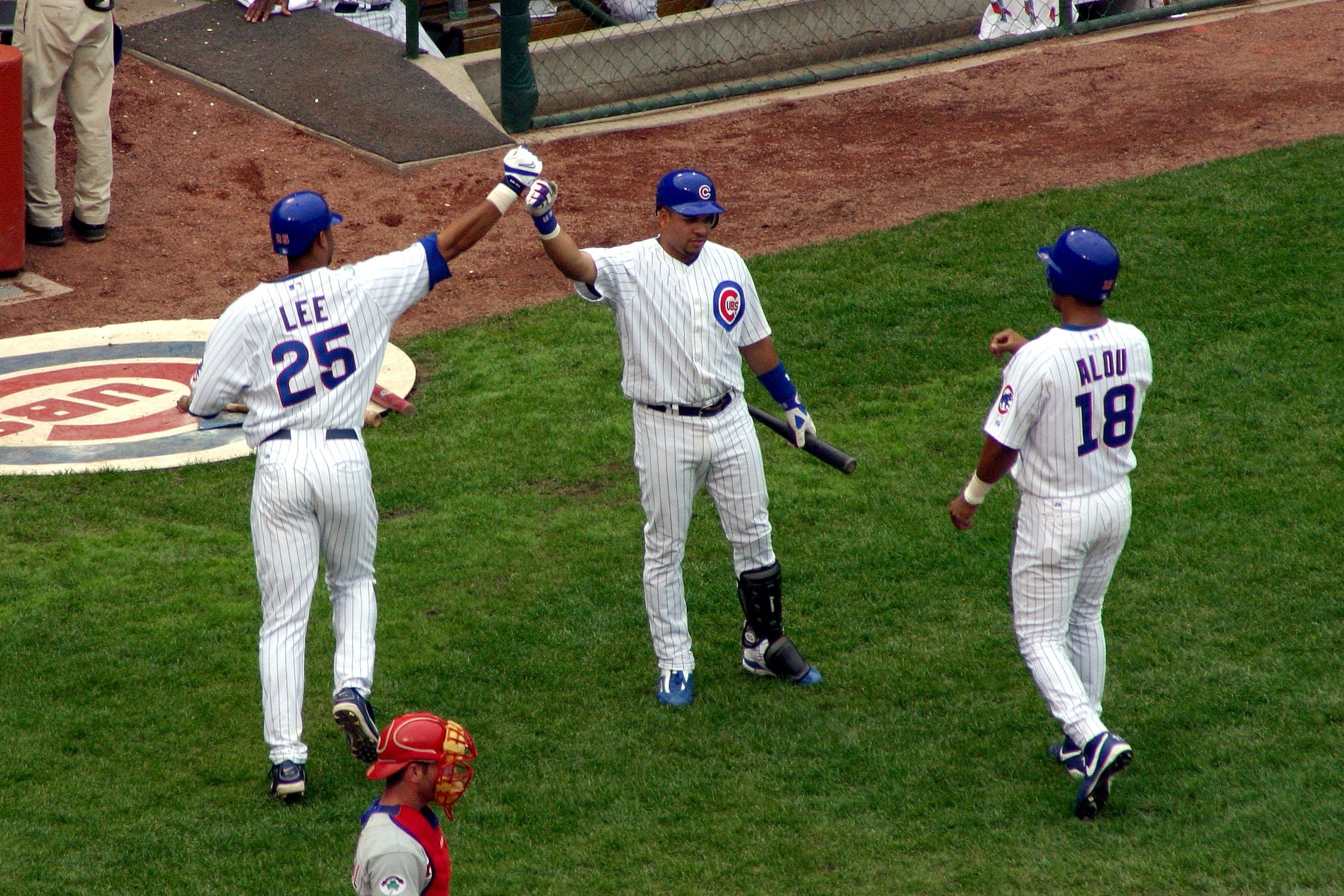
Les Cubs de Chicago en 2004

En 2003, les Cubs ont perdu en série de Ligue nationale contre les Marlins de la Floride dans une série de matches fort palpitants. Alors que les Cubs menaient 3 à 1 dans la série, les Marlins sont revenus au score pour gagner trois matches consécutifs, se qualifiant ainsi pour la Série mondiale. Lors du sixième match, un évènement inhabituel se produit en huitième manche. Alors que Chicago mène 3-0 sur la Floride, Luis Castillo envoie la balle puissamment dans le territoire des fausses balles sur le champ gauche. Moisés Alou, le voltigeur des Cubs, saute alors pour tenter d'attraper la balle, et ainsi retirer Castillo. Mais au moment où Alou, les yeux sur la balle, s'apprête à refermer son gant pour la saisir, bon nombre de spectateurs étendent leurs bras pour essayer d'attraper ce qui deviendrait un souvenir précieux[Quoi ?]. L'un d'eux, Steve Bartman, dévie la course de la balle et empêche Alou de faire le retrait. Cet incident soulève l'ire du joueur de champ gauche et de tous les partisans des Cubbies. Puisque les Marlins marquent huit points par la suite et qu'ils éliminent les Cubs au match suivant, Steve Bartman deviendra la cible de la colère enflammée des partisans déçus. Cet évènement est désormais reconnu comme The Inning (La Manche) aux États-Unis.
En 2007, les Cubs remportent le championnat de la division Centrale de la Ligue Nationale pour la seconde fois en cinq ans, mais s'inclinent en trois matchs en Série de division contre les Diamondbacks de l'Arizona.
Le 20 septembre 2008, les Cubs l'emportent sur les Cardinals de Saint-Louis au Wrigley Field pour s'assurer du premier rang de la section Centrale. Avec ce championnat de division, les Cubs s'assurent une place en séries d'après-saison pour une deuxième année consécutive, ce qui ne s'était pas produit depuis les saisons 1906, 1907 et 1908.

### Premier titre en 108 ans (2016)
Les Cubs terminent la saison 2016 avec une fiche de 103 victoires contre 58 défaites, soit la meilleure fiche des majeures, et remportent le titre de la division Centrale de la Ligue nationale. Ils éliminent les Giants de San Francisco 3-1 en série de division puis les Dodgers de Los Angeles 4-2 en série de championnat pour devenir champions de la Ligue nationale et accéder en Série mondiale pour la première fois depuis 1945. Ils affrontent les champions de la Ligue américaine, les Indians de Cleveland, et après avoir été menés 3-1, ils gagnent les deux matchs suivants et forcent un septième et ultime match. Les Cubs gagnent finalement le match 8-7 après une manche supplémentaire et remportent la Série mondiale pour la troisième fois de leur histoire, leur première depuis 1908. Ben Zobrist est nommé joueur par excellence de la Série mondiale à l'issue de cette série.

## Trophées et honneurs individuels

### Cubs au Temple de la renommée du baseball

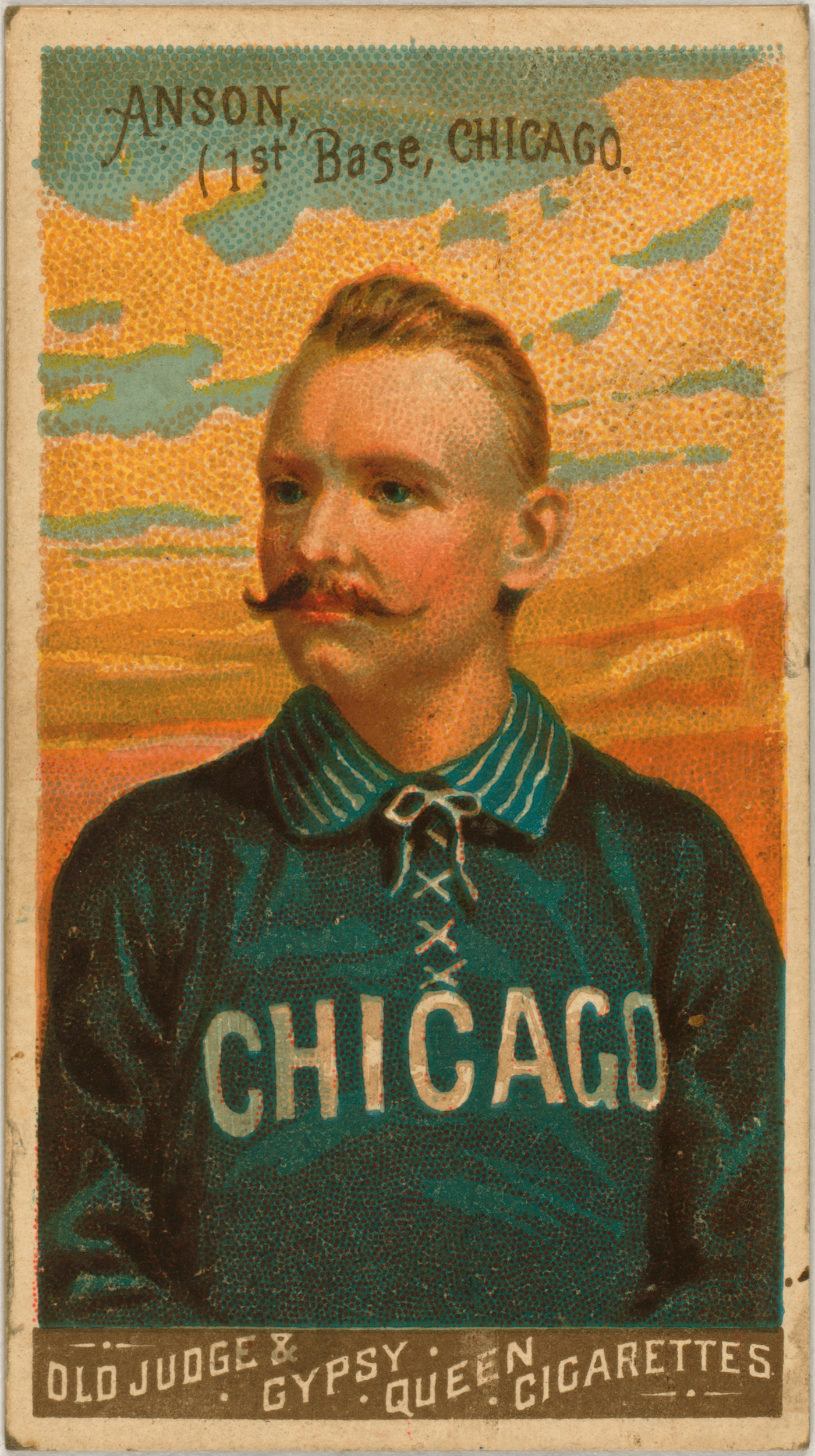
Cap Anson

Joueurs élus principalement pour leurs performances sous les couleurs des Cubs.
- Pete Alexander
- Cap Anson
- Ernie Banks
- Mordecai Brown
- Frank Chance
- John Clarkson
- Kiki Cuyler
- Johnny Evers
- Clark Griffith
- Burleigh Grimes
- Gabby Hartnett
- Billy Herman
- Rogers Hornsby
- Ferguson Jenkins
- King Kelly
- Ryne Sandberg
- Ron Santo
- Lee Smith
- Albert Spalding
- Bruce Sutter
- Joe Tinker
- Billy Williams
- Hack Wilson

Autres joueurs du Temple de la renommée qui évoluèrent parfois brièvement avec les Cubs.
- Richie Ashburn
- Lou Boudreau
- Roger Bresnahan
- Lou Brock
- Andre Dawson
- Dizzy Dean
- Hugh Duffy
- Dennis Eckersley
- Jimmie Foxx
- Monte Irvin
- George Kelly
- Ralph Kiner
- Chuck Klein
- Tony Lazzeri
- Freddie Lindstrom
- Greg Maddux
- Rabbit Maranville
- Robin Roberts
- Rube Waddell
- Hoyt Wilhelm

### Numéros retirés
- 10 Ron Santo 3B (1960-73)
- 14 Ernie Banks SS-1B (1953-71) - Coach (1967-73)
- 23 Ryne Sandberg 2B (1982-94) puis (1996-97)
- 26 Billy Williams OF (1959-74) - Coach (1980-82), (1986-87) puis (1992-2001)
- 31 Ferguson Jenkins P (1966-73, 1982-83) et Greg Maddux P (1986-92, 2004-06)
- 42 Jackie Robinson retiré par la MLB

### Autres trophées et honneurs
| - Meilleur joueur des Ligues majeures (depuis 1911) : - Wildfire Schulte (1911) - Rogers Hornsby (1929) - Gabby Hartnett (1935) - Phil Cavarretta (1945) - Hank Sauer (1952) - Ernie Banks (1958 et 1959) - Ryne Sandberg (1984) - Andre Dawson (1987) - Sammy Sosa (1998) - Kris Bryant (2016) |  | - Trophée Cy Young (depuis 1956) : - Ferguson Jenkins (1971) - Bruce Sutter (1979) - Rick Sutcliffe (1984) - Greg Maddux (1992) - Jake Arrieta (2015) - Prix Hank Aaron (depuis 1999) : - Sammy Sosa (1999) |  | - Prix Roberto Clemente (depuis 1971) : - Rick Sutcliffe (1987) - Sammy Sosa (1998) - Anthony Rizzo (2017) - Recrue de l'année (depuis 1947) : - Billy Williams (1961) - Ken Hubbs (1962) - Kerry Wood (1998) - Geovany Soto (2008) - Kris Bryant (2015) - Manager de l'année (depuis 1983) : - Jim Frey (1984) - Don Zimmer (1989) - Lou Piniella (2008) - Joe Maddon (2015) |

## Les stades des Cubs

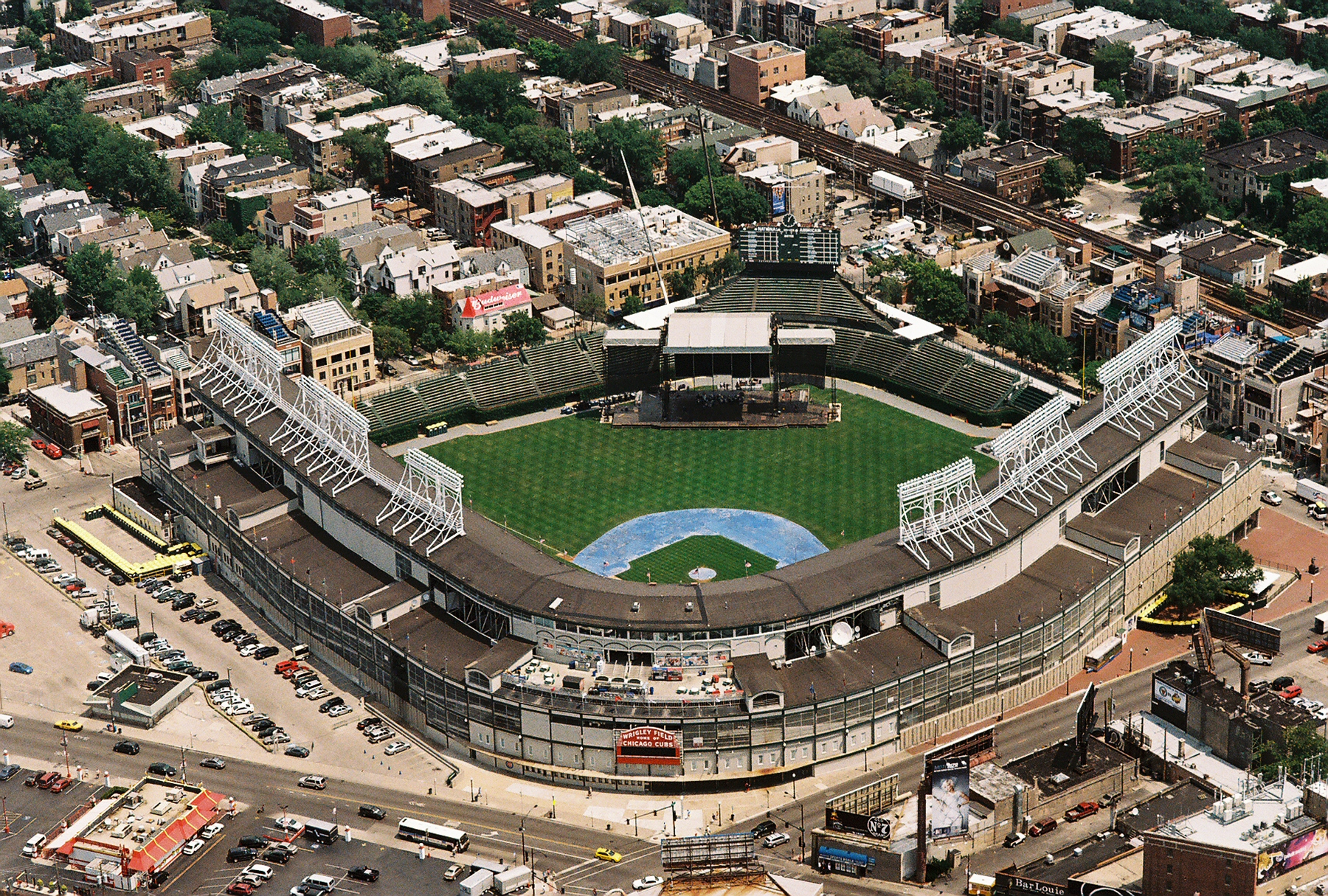
Vue aérienne du Wrigley Field.

En 1876 et 1877, les White Stockings jouent leurs matches à domicile sur un terrain situé sur la Street Grounds avant de déménager au Lakefront Park où le club s'installe du 14 mai 1878 au 11 octobre 1884. Sa capacité est de 3 à 5 000 places puis de 10 000 places en 1884. La dimension très réduite du champ droit nécessite l'application de la règle du Ground rule double : tous les coups passant la clôture du champ droit sont comptabilisés comme des doubles et pas comme des coups de circuit. Cette règle n'est pas en application lors de la saison 1884 expliquant le nombre important des coups de circuit enregistrés cette saison-là sur ce terrain. Les White Stockings frappent ainsi 131 home runs à domicile contre seulement 10 en déplacement.
Les White Stockings s'installe ensuite au West Side Park, enceinte de 10 300 places ceinturée par une piste de cyclisme. Le club y joue tous ses matches à domicile de 1885 à 1890, puis utilise en 1891 et 1892 ce stade en alternance avec le South Side Park. Lors de la saison 1893, les matches à domicile des Colts sont disputés au South Side Park et au West Side Grounds. Le West Side Grounds est utilisé comme seul stade des Colts de 1895 à 1915. La capacité de cette enceinte passe de 13 000 places en 1894 à 16 000 places en 1915.
Le Wrigley Field est inauguré le 23 avril 1914 par les Chicago Whales en Federal League sous le nom Weegham Park, du nom du propriétaire des Whales. Après la cessation d'activités, Charles Weegham achète la franchise des Cubs qui évolue dans cette enceinte depuis le 20 avril 1916. Le Weegham Park est rebaptisé Cubs Park en 1919 nom qu'il garde jusqu'en 1926. Il est alors rebaptisé au nom du nouveau propriétaire Phil Wrigley : Wrigley Field.

## Culture
Dans le film Retour vers le futur 2 sorti en 1989, Marty McFly (Michael J. Fox) effectue un voyage dans le temps et apprend que les Cubs viennent de remporter la Série mondiale 2015 sur une équipe de Miami,,.
Dans le film Kong: Skull Island sorti en 2017, Hank Marlow (John C. Reilly) pilote américain abattu en 1944, recueillant en 1973 une partie de l'expédition américaine s'étant aventuré sur l'ile, demande à ses compatriotes si les Cubs ont gagné les world series.
Le musicien Steve Goodman a composé plusieurs chansons au sujet des Cubs, dont Go, Cubs, Go, fréquemment joué à Wrigley Field. Pour 2008, année marquant le centenaire de la dernière victoire des Cubs en Série mondiale, le musicien Eddie Vedder composa l'hymne folk intitulé All the Way.
Le gangster John Dillinger était un fan inconditionnel des Cubs.

### Traditions
Un drapeau est hissé à chaque fin de partie indiquant si les Cubs ont gagné ou perdu. Un W bleu marine sur fond blanc constitue le drapeau de la victoire. Après chaque victoire, le titre Go, Cubs, Go est repris en chœur par les fans depuis 2007. Lors de la pause de la septième manche, l'invité d'honneur du club chante Take Me Out to the Ball Game, également repris en chœur par les fans.

## Affiliations en ligues mineures
| Niveau | Franchise                | Ligue                   | Ville        | État                   | Affilié depuis |
| ------ | ------------------------ | ----------------------- | ------------ | ---------------------- | -------------- |
| AAA    | Cubs de l'Iowa           | Ligue internationale    | Des Moines   | Iowa                   | 1981           |
| AA     | Smokies du Tennessee     | Southern League         | Kodak        | Tennessee              | 2007           |
| A+     | Cubs de South Bend       | Midwest League          | South Bend   | Indiana                | 2015           |
| A-     | Pelicans de Myrtle Beach | Carolina League         | Myrtle Beach | Caroline du Sud        | 2015           |
| Rookie | ACL Cubs                 | Arizona Complex League  | Mesa         | Arizona                | 1997           |
| Rookie | DSL Cubs Blue            | Dominican Summer League | Boca Chica   | République dominicaine | 1991           |
| Rookie | DSL Cubs Red             | Dominican Summer League | Boca Chica   | République dominicaine | 1991           |